# توم برنس
توم برنس (بالإنجليزية: Tom Prince)‏ هو لاعب كرة قاعدة أمريكي، ولد في 13 أغسطس 1964 في كانكاكي في الولايات المتحدة.

## وصلات خارجية
- توم برنس على موقعبيزبول رفرنس.كوم (الدوري الرئيسي) (الإنجليزية)
- توم برنس على موقعبيزبول رفرنس.كوم (الدوري الثانوي) (الإنجليزية)
- توم برنس على موقع مشجعي الرسوم البيانية (الإنجليزية)